# 中村ゆう子
中村 ゆう子（なかむら ゆうこ、1971年1月13日 - ）は、神奈川県川崎市出身のフリーアナウンサー、女優。ノット・コミュニケーションズ所属。初期は本名の中村 有子で活動した。

## 今まで出演した作品

### テレビ
- 「爆笑王誕生」（日本テレビ）
- 「朝一番天気!あさ天」（日本テレビ）
- 「ニュースの森」（TBS）
- 「山田邦子のしあわせにしてよ」（TBS）
- 「島田共和国」（TBS）
- 「ウッチャンナンチャンのやるならやらねば!」（フジテレビ）
- 「新春イントロ大作戦」（フジテレビ）
- 「世田谷自然食品」

### ラジオ
- 「石倉三郎のどーん!と土曜ワイド」（文化放送）
- 「みのもんたのウィークエンドをつかまえろ」（文化放送）
- 「Jポップスクエア」（FM富士）
- 「マリブマジカルパッセージ」（BAY-FM）
- 「Dr.龍のSmile Workout!」（BAY-FM,2016年4月-12月）
- 「ゆう子ときりのおしゃべりゴールド」（狛江エフエム）

### CM
- 「興和新薬」（アノン）
- 「メットライフ生命保険」